# Krisztián Lisztes
Krisztián Lisztes (Budapest, 2 luglio 1976) è un allenatore di calcio ed ex calciatore ungherese di ruolo centrocampista.

## Biografia
Agli inizi degli anni '90 era considerato come uno dei giovani talenti più promettenti del calcio magiaro. È sposato ed ha due figli, Krisztián, anche lui calciatore professionista, e Lili.

## Caratteristiche tecniche
Centrocampista offensivo alternatosi più volte alla posizione di trequartista, predilige un ottimo gioco di spinta, spesso si è rivelato un uomo partita servendo assist ai compagni di squadra, ha un buon fiuto del gol.

## Carriera

### Club

#### Gli inizi in Ungheria
Cresce calcisticamente con il Ferencváros dall'età di 9 anni facendo tutta la trafila delle giovanili arrivando in prima squadra nel 1993, all'età di 17 anni, quando sostituì Lajos Détári, considerato uno dei più forti calciatori ungheresi dell'epoca, trasferitosi al Genoa. Ha condotto il Ferencváros nella fase a gironi della UEFA Champions League 1995-1996, prima squadra ungherese ad arrivarci. Segnando il primo gol contro il Grasshoppers nella vittoria finale giunta per 3-0, divenne anche il primo calciatore ungherese a segnare nella fase a gironi di Champions League.

#### L'affermazione in Germania e l'infortunio
Le sue ottime performance a livello europeo catturarono l'attenzione di molti grandi club e nel gennaio del 1996 accettò la proposta dello Stoccarda. Chiuso in un primo momento dal fantasista bulgaro Krasimir Balăkov, man mano riuscì a scalare la gerarchia del club divenendo uno dei punti fissi della squadra. Dopo quattro stagioni e mezza ed un totale tra campionato e coppe di 142 presenze e 12 reti, con la vittoria in Coppa di Germania 1996-1997, nel 2001 passò al Werder Brema dove nel 2004 riesce a laurearsi campione di Germania vincendone anche la coppa nella stagione 2003-2004. Nella preparazione estiva della stagione seguente si infortuna gravemente ad un ginocchio non riuscendo più a riprendersi, motivo per cui non ebbe il rinnovo contrattuale e non venne mai più convocato in nazionale. Dopo alcuni provini con il Wigan militante in Premier League e con il Chievo militante in Serie A rimase in Germania accasandosi con il Borussia M'gladbach, ma a causa dei continui infortuni non è riuscito a fare un serio impatto giocando solo cinque partite. Dopo una breve parentesi con l'Hajduk Spalato nella quale gioca solo una partita del preliminare di Coppa UEFA, a febbraio del 2008 ritorna al Ferencváros suo club natale sceso nel frattempo in NBII per gravi debiti finanziari aiutandoli nella salita nella massima serie concludendo la stagione al terzo posto e sfiorando di pochissimo il secondo posto che avrebbe dato l'accesso diretto in NBI.

#### Il recupero ed i vari club
Recuperato dal tutto dagli infortuni, la stagione successiva si trasferisce al REAC club militante nella massima serie magiara dove segna 4 reti in 14 presenze, prima di accasarsi nel gennaio 2009 nuovamente in Germania all'Hansa Rostock, club della 2.Bundesliga, nel quale segna una rete in 13 apparizioni. La stagione successiva fa ritorno in patria accasandosi con il Paks e restandovi per una stagione e mezza dove mette a segno 2 reti in 29 presenze. Nel febbraio 2011 firma un contratto fino al termine della stagione con il Vasas dove anche qui riesce a segnare una rete in 14 presenze.
Per la stagione 2011-2012 torna per la terza volta al Ferencváros che nel frattempo con il cambio di presidente ha risolto tutti i problemi finanziari ritornando a giocare nella massima serie. Nel corso della stagione diviene nuovamente un punto fermo della squadra venendogli più volte affidate le chiavi del centrocampo biancoverde come agli inizi di carriera chiudendo definitivamente la sua esperienza con un totale tra campionato e coppe di 141 presenze condite con 33 reti.

#### Gli ultimi anni
Scaduto il contratto con il club di Budapest, inizia ad alternarsi nel ruolo di giocatore-allenatore del Szeged 2011 club, ambizioso nato l'anno prima e appena promosso in NBII; dopo sei mesi a causa di alcune divergenze con la società lascia il club dopo 13 partite e 5 reti segnate e il settimo posto in campionato. A gennaio 2013 si accorda con il Soroksár, club dell'omonima città ungherese militante in NBIII, la terza serie del calcio magiaro; dopo un sesto posto, la successiva stagione 2013-2014 vede il club centrare sotto la sua guida un secondo posto in campionato decretando la promozione in NBII. Al termine dell'annata 2014-2015, conclusa con una tranquilla salvezza, all'età di 39 anni dopo un totale di 15 reti in 56 incontri decide di lasciare il calcio giocato ma continuando l'attività di allenatore.

### Nazionale
Nel 1994 ha debuttato nella Nazionale ungherese rimanendoci fino al 2004 raccogliendo 49 presenze e 9 gol. Dal 1996 fino al 1997 ha fatto parte anche dell'Under-21 con la quale è sceso in campo in due occasioni.

## Statistiche

### Presenze e reti nei club
Statistiche aggiornate al 12 febbraio 2016.
| Stagione            | Squadra             | Campionato          | Campionato | Campionato | Coppe nazionali | Coppe nazionali | Coppe nazionali | Coppe continentali | Coppe continentali | Coppe continentali | Altre coppe | Altre coppe | Altre coppe | Totale | Totale |
| Stagione            | Squadra             | Comp                | Pres       | Reti       | Comp            | Pres            | Reti            | Comp               | Pres               | Reti               | Comp        | Pres        | Reti        | Pres   | Reti   |
| ------------------- | ------------------- | ------------------- | ---------- | ---------- | --------------- | --------------- | --------------- | ------------------ | ------------------ | ------------------ | ----------- | ----------- | ----------- | ------ | ------ |
| 1993-1994           | Ferencvárosi        | NBI                 | 15         | 3          | MK              | 2+              | 0               | CdC                | -                  | -                  | MLS         | -           | -           | 17+    | 3      |
| 1994-1995           | Ferencvárosi        | NBI                 | 25         | 7          | MK              | 11+             | 8               | CdC                | 4                  | 1                  | MLS         | 0           | 0           | 40+    | 16     |
| 1995-1996           | Ferencvárosi        | NBI                 | 28         | 9          | MK              | 2+              | 0               | UCL                | 7                  | 2                  | -           | -           | -           | 37+    | 11     |
| 1996-gen. 1997      | Ferencvárosi        | NBI                 | 6          | 0          | MK              | 1+              | 1               | UCL                | 2                  | 0                  | -           | -           | -           | 9+     | 1      |
| gen.-giu. 1997      | Stoccarda           | BL                  | 12         | 1          | CG              | -               | -               | -                  | -                  | -                  | -           | -           | -           | 12     | 1      |
| 1997-1998           | Stoccarda           | BL                  | 14         | 2          | CG              | 2               | 0               | CdC                | 4                  | 0                  | CdL         | 1           | 0           | 21     | 2      |
| 1998-1999           | Stoccarda           | BL                  | 31         | 2          | CG              | 4               | 2               | CU                 | 3                  | 0                  | CdL         | 3           | 0           | 41     | 2      |
| 1999-2000           | Stoccarda           | BL                  | 29         | 4          | CG              | 3               | 1               | -                  | -                  | -                  | -           | -           | -           | 32     | 5      |
| 2000-2001           | Stoccarda           | BL                  | 23         | 3          | CG              | 4               | 0               | I+CU               | 2+8                | 0+0                | -           | -           | -           | 37     | 3      |
| Totale Stoccarda    | Totale Stoccarda    | Totale Stoccarda    | 109        | 12         |                 | 12              | 3               |                    | 17                 | 0                  |             | 4           | 0           | 142    | 15     |
| 2001-2002           | Werder Brema        | BL                  | 29         | 5          | CG              | 2               | 0               | I                  | 1                  | 0                  | -           | -           | -           | 32     | 5      |
| 2002-2003           | Werder Brema        | BL                  | 31         | 0          | CG              | 4               | 0               | CU                 | 4                  | 1                  | CdL         | 1           | 0           | 40     | 1      |
| 2003-2004           | Werder Brema        | BL                  | 30         | 3          | CG              | 5               | 0               | I                  | 4                  | 0                  | -           | -           | -           | 39     | 3      |
| 2004-2005           | Werder Brema        | BL                  | 2          | 0          | CG              | 1               | 0               | UCL                | -                  | -                  | CdL         | -           | -           | 3      | 0      |
| Totale Werder Brema | Totale Werder Brema | Totale Werder Brema | 92         | 8          |                 | 12              | 0               |                    | 9                  | 1                  |             | 1           | 0           | 114    | 9      |
| 2005-2006           | Borussia M'gladbach | BL                  | 5          | 0          | CG              | 1               | 0               | -                  | -                  | -                  | -           | -           | -           | 6      | 0      |
| lug.-ago. 2007      | Hajduk Spalato      | 1. HNL              | 0          | 0          | CC              | -               | -               | CU                 | 1                  | 0                  | -           | -           | -           | 1      | 0      |
| gen.-mag. 2008      | Ferencvárosi        | NBII                | 11         | 0          | MK              | -               | -               | -                  | -                  | -                  | -           | -           | -           | 11     | 0      |
| 2008-gen. 2009      | REAC                | NBI                 | 14         | 4          | MK+MLK          | 1+3             | 0+1             | -                  | -                  | -                  | -           | -           | -           | 18     | 5      |
| gen.-giu. 2009      | Hansa Rostock       | 2BL                 | 13         | 1          | CG              | 1               | 0               | -                  | -                  | -                  | -           | -           | -           | 14     | 1      |
| 2009-2010           | Paks                | NBI                 | 23         | 2          | MK+MLK          | 1+5             | 0+0             | -                  | -                  | -                  | -           | -           | -           | 29     | 2      |
| 2010-feb. 2011      | Paks                | NBI                 | 7          | 0          | MK+MLK          | 2+4             | 0+3             | -                  | -                  | -                  | -           | -           | -           | 26     | 4      |
| Totale Paks         | Totale Paks         | Totale Paks         | 29         | 2          |                 | 12              | 3               |                    | -                  | -                  |             | -           | -           | 41     | 5      |
| feb.-mag. 2011      | Vasas               | NBI                 | 14         | 1          | MK+MLK          | -+-             | -+-             | -                  | -                  | -                  | -           | -           | -           | 14     | 1      |
| 2011-2012           | Ferencváros         | NBI                 | 23         | 1          | MK+MLK          | 2+2             | 0+1             | UEL                | 0                  | 0                  |             | -           | -           | 27     | 2      |
| Totale Ferencváros  | Totale Ferencváros  | Totale Ferencváros  | 108        | 20         |                 | 20+             | 10              |                    | 13                 | 3                  |             | 0           | 0           | 141    | 33     |
| lug.-dic.. 2012     | Szeged 2011         | NBII                | 13         | 5          | MK              | 1               | 1               | -                  | -                  | -                  | -           | -           | -           | 14     | 6      |
| gen.-mag. 2013      | Soroksar            | NBIII               | 14         | 6          | -               | -               | -               | -                  | -                  | -                  | -           | -           | -           | 14     | 6      |
| 2013-2014           | Soroksar            | NBIII               | 27         | 9          | -               | -               | -               | -                  | -                  | -                  | -           | -           | -           | 27     | 9      |
| 2014-2015           | Soroksar            | NBII                | 15         | 0          | MK+MLK          | -+2             | -+0             | -                  | -                  | -                  | -           | -           | -           | 17     | 0      |
| Totale Soroksar     | Totale Soroksar     | Totale Soroksar     | 56         | 15         |                 | 2               | 0               |                    | -                  | -                  |             | -           | -           | 58     | 15     |
| Totale carriera     | Totale carriera     | Totale carriera     | 453        | 68         |                 | 63+             | 18              |                    | 40                 | 4                  |             | 5           | 0           | 560+   | 90     |

### Cronologia presenze e reti in nazionale
| Cronologia completa delle presenze e delle reti in nazionale ― Ungheria | Cronologia completa delle presenze e delle reti in nazionale ― Ungheria | Cronologia completa delle presenze e delle reti in nazionale ― Ungheria | Cronologia completa delle presenze e delle reti in nazionale ― Ungheria | Cronologia completa delle presenze e delle reti in nazionale ― Ungheria | Cronologia completa delle presenze e delle reti in nazionale ― Ungheria | Cronologia completa delle presenze e delle reti in nazionale ― Ungheria | Cronologia completa delle presenze e delle reti in nazionale ― Ungheria |
| Data                                                                    | Città                                                                   | In casa                                                                 | Risultato                                                               | Ospiti                                                                  | Competizione                                                            | Reti                                                                    | Note                                                                    |
| ----------------------------------------------------------------------- | ----------------------------------------------------------------------- | ----------------------------------------------------------------------- | ----------------------------------------------------------------------- | ----------------------------------------------------------------------- | ----------------------------------------------------------------------- | ----------------------------------------------------------------------- | ----------------------------------------------------------------------- |
| 12-10-1994                                                              | Budapest                                                                | Ungheria                                                                | 0 – 0                                                                   | Germania                                                                | Amichevole                                                              | -                                                                       | 66’                                                                     |
| 10-4-1996                                                               | Osijek                                                                  | Croazia                                                                 | 4 – 1                                                                   | Ungheria                                                                | Amichevole                                                              | -                                                                       | 46’                                                                     |
| 18-5-1996                                                               | Londra                                                                  | Inghilterra                                                             | 3 – 0                                                                   | Ungheria                                                                | Amichevole                                                              | -                                                                       | 82’                                                                     |
| 1-6-1996                                                                | Budapest                                                                | Ungheria                                                                | 0 – 2                                                                   | Italia                                                                  | Amichevole                                                              | -                                                                       | 14’ 75’                                                                 |
| 25-3-1998                                                               | Vienna                                                                  | Austria                                                                 | 2 – 3                                                                   | Ungheria                                                                | Amichevole                                                              | -                                                                       |                                                                         |
| 22-4-1998                                                               | Teheran                                                                 | Ungheria                                                                | 0 – 0 (4 – 2 dtr)                                                       | Macedonia                                                               | Amichevole                                                              | -                                                                       | 80’                                                                     |
| 27-5-1998                                                               | Nyíregyháza                                                             | Ungheria                                                                | 1 – 0                                                                   | Lituania                                                                | Amichevole                                                              | -                                                                       | 82’                                                                     |
| 19-8-1998                                                               | Zalaegerszeg                                                            | Ungheria                                                                | 2 – 1                                                                   | Slovenia                                                                | Amichevole                                                              | -                                                                       | 46’                                                                     |
| 6-9-1998                                                                | Budapest                                                                | Ungheria                                                                | 1 – 3                                                                   | Portogallo                                                              | Qual. Euro 2000                                                         | -                                                                       | 46’                                                                     |
| 10-10-1998                                                              | Baku                                                                    | Azerbaigian                                                             | 0 – 4                                                                   | Ungheria                                                                | Qual. Euro 2000                                                         | -                                                                       | 74’                                                                     |
| 14-10-1998                                                              | Budapest                                                                | Ungheria                                                                | 1 – 1                                                                   | Romania                                                                 | Qual. Euro 2000                                                         | -                                                                       | 78’                                                                     |
| 29-3-2000                                                               | Budapest                                                                | Ungheria                                                                | 0 – 0                                                                   | Polonia                                                                 | Amichevole                                                              | -                                                                       | 79’                                                                     |
| 31-5-2000                                                               | Györ                                                                    | Ungheria                                                                | 2 – 2                                                                   | Arabia Saudita                                                          | Amichevole                                                              | -                                                                       |                                                                         |
| 3-6-2000                                                                | Budapest                                                                | Ungheria                                                                | 2 – 1                                                                   | Israele                                                                 | Amichevole                                                              | -                                                                       | 46’                                                                     |
| 16-8-2000                                                               | Budapest                                                                | Ungheria                                                                | 1 – 1                                                                   | Austria                                                                 | Amichevole                                                              | -                                                                       |                                                                         |
| 3-9-2000                                                                | Budapest                                                                | Ungheria                                                                | 2 – 2                                                                   | Italia                                                                  | Qual. Mondiali 2002                                                     | -                                                                       |                                                                         |
| 11-10-2000                                                              | Kaunas                                                                  | Lituania                                                                | 1 – 6                                                                   | Ungheria                                                                | Qual. Mondiali 2002                                                     | 1                                                                       |                                                                         |
| 28-2-2001                                                               | Zenica                                                                  | Bosnia ed Erzegovina                                                    | 1 – 1                                                                   | Ungheria                                                                | Amichevole                                                              | -                                                                       | 65’                                                                     |
| 7-3-2001                                                                | Amman                                                                   | Giordania                                                               | 1 – 1                                                                   | Ungheria                                                                | Amichevole                                                              | -                                                                       |                                                                         |
| 25-4-2001                                                               | Budapest                                                                | Ungheria                                                                | 0 – 0                                                                   | Finlandia                                                               | Amichevole                                                              | -                                                                       | 46’                                                                     |
| 2-6-2001                                                                | Bucarest                                                                | Romania                                                                 | 2 – 0                                                                   | Ungheria                                                                | Qual. Mondiali 2002                                                     | -                                                                       |                                                                         |
| 6-6-2001                                                                | Budapest                                                                | Ungheria                                                                | 4 – 1                                                                   | Georgia                                                                 | Qual. Mondiali 2002                                                     | -                                                                       | 81’                                                                     |
| 15-8-2001                                                               | Budapest                                                                | Ungheria                                                                | 2 – 5                                                                   | Germania                                                                | Amichevole                                                              | -                                                                       | 36’ 79’                                                                 |
| 1-9-2001                                                                | Tbilisi                                                                 | Georgia                                                                 | 3 – 1                                                                   | Ungheria                                                                | Qual. Mondiali 2002                                                     | -                                                                       | 56’                                                                     |
| 5-9-2001                                                                | Budapest                                                                | Ungheria                                                                | 0 – 2                                                                   | Romania                                                                 | Qual. Mondiali 2002                                                     | -                                                                       |                                                                         |
| 6-10-2001                                                               | Parma                                                                   | Italia                                                                  | 1 – 0                                                                   | Ungheria                                                                | Qual. Mondiali 2002                                                     | -                                                                       | 55’ 57’                                                                 |
| 14-11-2001                                                              | Budapest                                                                | Ungheria                                                                | 5 – 0                                                                   | Macedonia                                                               | Amichevole                                                              | 2                                                                       | 13’ 77’                                                                 |
| 12-2-2002                                                               | Larnaca                                                                 | Rep. Ceca                                                               | 2 – 0                                                                   | Ungheria                                                                | Amichevole                                                              | -                                                                       |                                                                         |
| 13-2-2002                                                               | Limassol                                                                | Ungheria                                                                | 1 – 2                                                                   | Svizzera                                                                | Amichevole                                                              | -                                                                       | Cap. 46’                                                                |
| 27-3-2002                                                               | Chișinău                                                                | Moldavia                                                                | 0 – 2                                                                   | Ungheria                                                                | Amichevole                                                              | -                                                                       | 42’ 73’                                                                 |
| 17-4-2002                                                               | Debrecen                                                                | Ungheria                                                                | 2 – 5                                                                   | Bielorussia                                                             | Amichevole                                                              | -                                                                       |                                                                         |
| 21-8-2002                                                               | Budapest                                                                | Ungheria                                                                | 1 – 1                                                                   | Spagna                                                                  | Amichevole                                                              | -                                                                       | 46’                                                                     |
| 7-9-2002                                                                | Reykjavík                                                               | Islanda                                                                 | 0 – 2                                                                   | Ungheria                                                                | Amichevole                                                              | -                                                                       | 46’                                                                     |
| 12-10-2002                                                              | Stoccolma                                                               | Svezia                                                                  | 1 – 1                                                                   | Ungheria                                                                | Qual. Euro 2004                                                         | -                                                                       | 39’                                                                     |
| 16-10-2002                                                              | Budapest                                                                | Ungheria                                                                | 3 – 0                                                                   | San Marino                                                              | Qual. Euro 2004                                                         | -                                                                       | 86’                                                                     |
| 20-11-2002                                                              | Budapest                                                                | Ungheria                                                                | 1 – 1                                                                   | Ungheria                                                                | Amichevole                                                              | -                                                                       |                                                                         |
| 29-3-2003                                                               | Chorzów                                                                 | Polonia                                                                 | 0 – 0                                                                   | Ungheria                                                                | Qual. Euro 2004                                                         | -                                                                       |                                                                         |
| 2-4-2003                                                                | Budapest                                                                | Ungheria                                                                | 1 – 2                                                                   | Svezia                                                                  | Qual. Euro 2004                                                         | 1                                                                       |                                                                         |
| 30-4-2003                                                               | Budapest                                                                | Ungheria                                                                | 5 – 1                                                                   | Lussemburgo                                                             | Amichevole                                                              | 1                                                                       | 79’                                                                     |
| 7-6-2003                                                                | Budapest                                                                | Ungheria                                                                | 3 – 1                                                                   | Lettonia                                                                | Qual. Euro 2004                                                         | -                                                                       | 78’                                                                     |
| 11-6-2003                                                               | Serravalle                                                              | San Marino                                                              | 0 – 5                                                                   | Ungheria                                                                | Qual. Euro 2004                                                         | 2                                                                       |                                                                         |
| 20-8-2003                                                               | Lubiana                                                                 | Slovenia                                                                | 2 – 1                                                                   | Ungheria                                                                | Amichevole                                                              | -                                                                       |                                                                         |
| 10-9-2003                                                               | Riga                                                                    | Lettonia                                                                | 3 – 1                                                                   | Ungheria                                                                | Qual. Euro 2004                                                         | 1                                                                       |                                                                         |
| 11-10-2003                                                              | Budapest                                                                | Ungheria                                                                | 1 – 2                                                                   | Polonia                                                                 | Qual. Euro 2004                                                         | -                                                                       | 45’                                                                     |
| 19-11-2003                                                              | Budapest                                                                | Ungheria                                                                | 0 – 1                                                                   | Estonia                                                                 | Amichevole                                                              | -                                                                       | 62’                                                                     |
| 18-2-2004                                                               | Pafo                                                                    | Ungheria                                                                | 2 – 0                                                                   | Armenia                                                                 | Amichevole                                                              | 1                                                                       | 83’                                                                     |
| 31-3-2004                                                               | Budapest                                                                | Ungheria                                                                | 1 – 2                                                                   | Galles                                                                  | Amichevole                                                              | -                                                                       | 34’ 52’                                                                 |
| Totale                                                                  |                                                                         | Presenze                                                                | 47                                                                      |                                                                         | Reti                                                                    | 9                                                                       |                                                                         |

## Palmarès

### Club

#### Competizioni nazionali
- Campionato ungherese: 2

Ferencváros: 1994-1995, 1995-1996
- Coppa d'Ungheria: 2

Ferencváros: 1993-1994, 1994-1995
- Supercoppa d'Ungheria: 3

Ferencváros: 1993, 1994, 1995
- Campionato tedesco: 1

Werder Brema: 2003-2004
- Coppa di Germania: 2

Stoccarda: 1996-1997
Werder Brema: 2003-2004

#### Competizioni internazionali
- Coppa Intertoto UEFA: 1

Stoccarda: 2000

### Individuale
- Calciatore ungherese dell'anno: 1

2002